# Maria Müller (architekt)
Maria Müller primo voto Ładzińska (ur. 2 lutego 1935 w Chorzowie, zm. 8 czerwca 2015 we Wrocławiu) – polska architekta i urbanistka, absolwentka Politechniki Wrocławskiej. Działała głównie na Dolnym Śląsku. Jej mężem był Stefan Müller, z którym opracowała wiele projektów. Członkini oddziału wrocławskiego SARP-u.
Została pochowana na cmentarzu św. Rodziny przy ul. Smętnej we Wrocławiu.

## Projekty i nagrody
- 1963–1974: odbudowa rynku w Jaworze, współpraca: Stefan Müller, nagroda III stopnia Ministra Gospodarki Terenowej i Ochrony Środowiska
- 1964: projekt zabudowy pl. Społecznego we Wrocławiu (niezrealizowany), współpraca: Stefan Müller, Witold Skowronek, Zenon Nasterski, II nagroda
- 1973: dzielnica mieszkaniowa Gądów we Wrocławiu (niezrealizowany), współpraca: Stefan Müller, wyróżnienie I stopnia
- 1974–1981: ośrodek wypoczynkowy „Granit” w Szklarskiej Porębie, współpraca: Stefan Müller, Małgorzata Bochyńska, Zygfryd Zaporowski
- 1975: ośrodek sportowo-wypoczynkowy w Zieleńcu (niezrealizowany), współpraca: Stefan Müller, Małgorzata Bochyńska, Zygryf Zaporowski, wyróżnienie I stopnia
- 1984–2006: kościół św. Stanisława Kostki we Wrocławiu, współpraca: Stefan Müller, Barbara Jaworska[1]

## Galeria

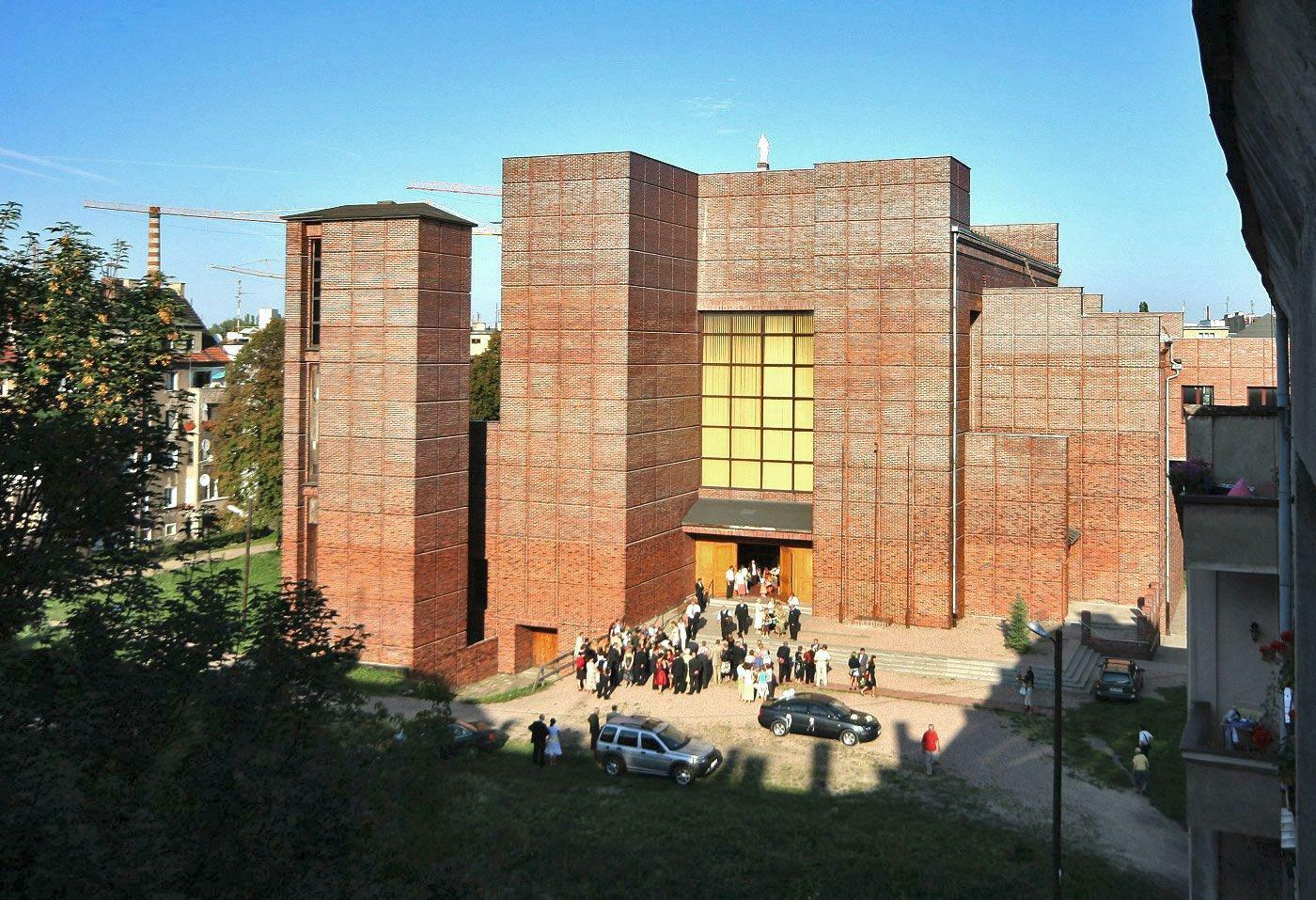
Kościół św. Stanisława Kostki we Wrocławiu
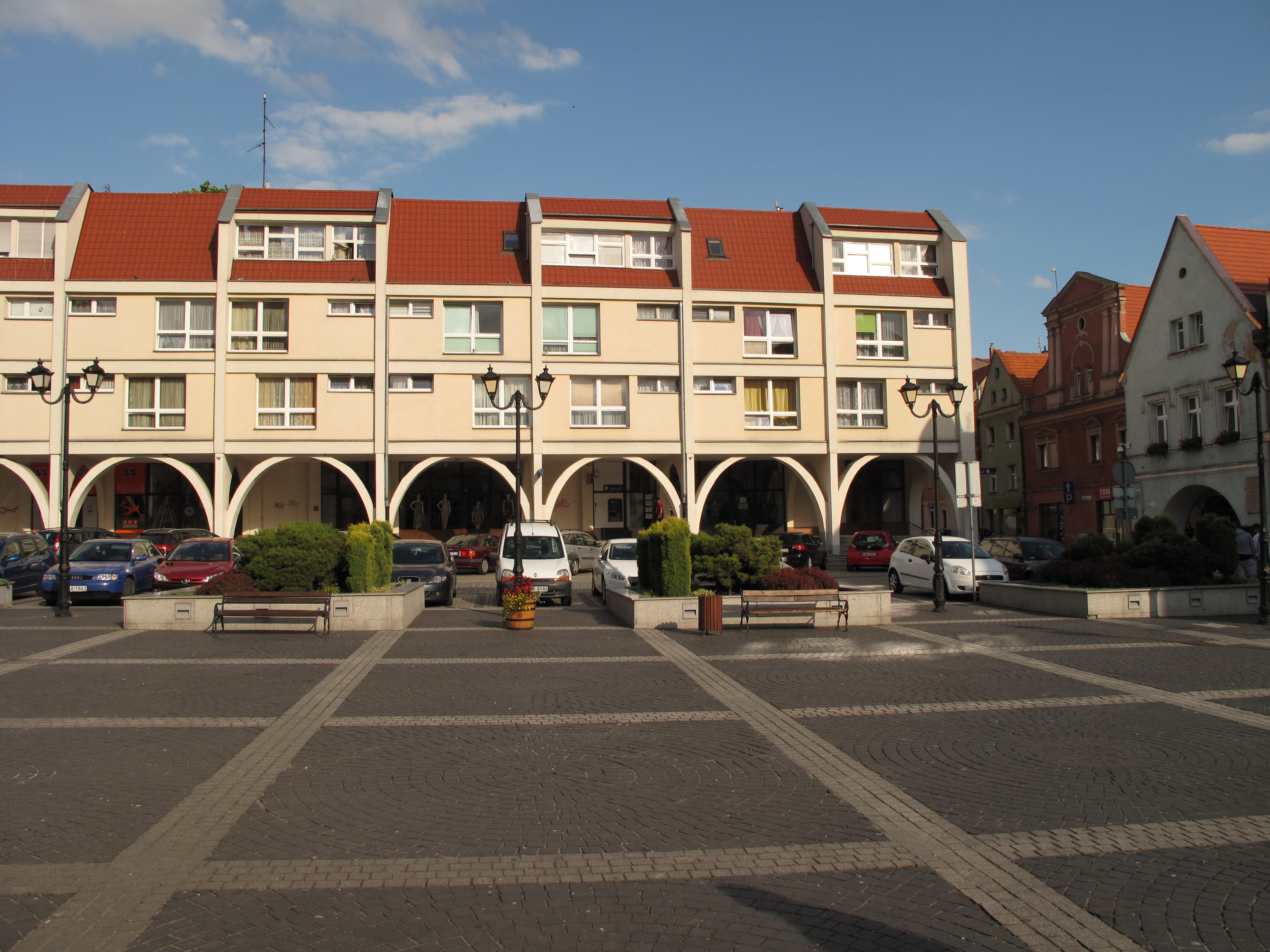
Rynek w Jaworze